# چوری برگر
چوری برگر، که به نام چوریزو برگر نیز شناخته می‌شود، یک همبرگر فیلیپینی است که به‌علاوه گوجه‌فرنگی و کاهو، از پتی‌های chorizo (longganisa)، سس کچاپ موز، سس مایونز، و آچارا درست می‌شود. اولین بار توسط Merly's BBQ، یک غرفه غذای خیابانی در جزیره بوراکای در فیلیپین، رایج شد. نسخه‌ای از همبرگر با نیم‌لونگگانیسا و نیم‌گوشت پتی از رستوران جیپنی به عنوان بهترین برگر در شهر نیویورک در مسابقه «نبرد برگرها» ۲۰۱۴ در تیم اوت اعلام شد.